# Herb Ornety
Herb Ornety – jeden z symboli miasta Orneta i gminy Orneta w postaci herbu.

## Wygląd i symbolika
Herb przedstawia w polu srebrnym czarnego stojącego smoka, z czerwonymi pazurami, z zakręconym ogonem i podniesionym skrzydłem, na murawie zielonej. 

## Historia
Najstarszy herb, pochodzi z pieczęci na dokumencie z 1388. Przedstawia smoka gryzącego się w ogon. W otoku pieczęci zachował się fragment napisu „S.BV...MDIT”. Na pieczęciach z XV i sądowej z XVI wieku oraz pieczęci sekretarza miejskiego z XVIII wieku, przedstawiony jest smok leżący na grzbiecie.
Tradycja wiąże herb Ornety z najstarszą nazwą miasta (prus. Wurmeditin, niem. Wormditt), która mogła nawiązywać do węża lub smoka (niemieckie  worm, wurm, skandynawskie ourmr/orm, wąż). Uważa się, że mógł to być lindworm (lindorm), legendarne zwierzę podobne do węża lub smoka, znane z mitologii nordyckiej, skandynawskich sag, wizerunków na kamieniach runicznych i ze średniowiecznej heraldyki. Oprócz Ornety lindworm występuje w wielu herbach niemieckich miast, np. Wurmannsquick, Klagenfurt, Murnau am Staffelsee, Rheden, Drachhausen, Wurmlingen i innych. Odmianą lindworma jest wiwern, który występował w herbach miast angielskich.

## Legenda
Według dawnej legendy, w Ornecie żył smok, który pożerał zwierzęta, kobiety i dzieci. Wielu rycerzy, którzy chcieli uwolnić od niego miasto, padało pokonanych. Siedliskiem orneckiego smoka była olbrzymia pieczara ukryta głęboko pod ziemią, znajdująca się dokładnie w miejscu, w którym do dziś stoi zabytkowy ratusz. Wyjście tej pieczary prowadziło w kierunku kościoła świętego Jana Chrzciciela. Aż wreszcie jednemu z rycerzy udało się zabić potwora. Istnieje przypuszczenie, że owym nieznanym rycerzem, który ocalił setki ludzi i zwierząt od zagłady, był powszechnie uwielbiany rycerz Jerzy. Legenda o smoku znalazła odbicie w herbie i nazwie miasta. Wormditt spolszczone do Orneta. Herb należy zatem uznać za herb mówiący.